# Plectocomia

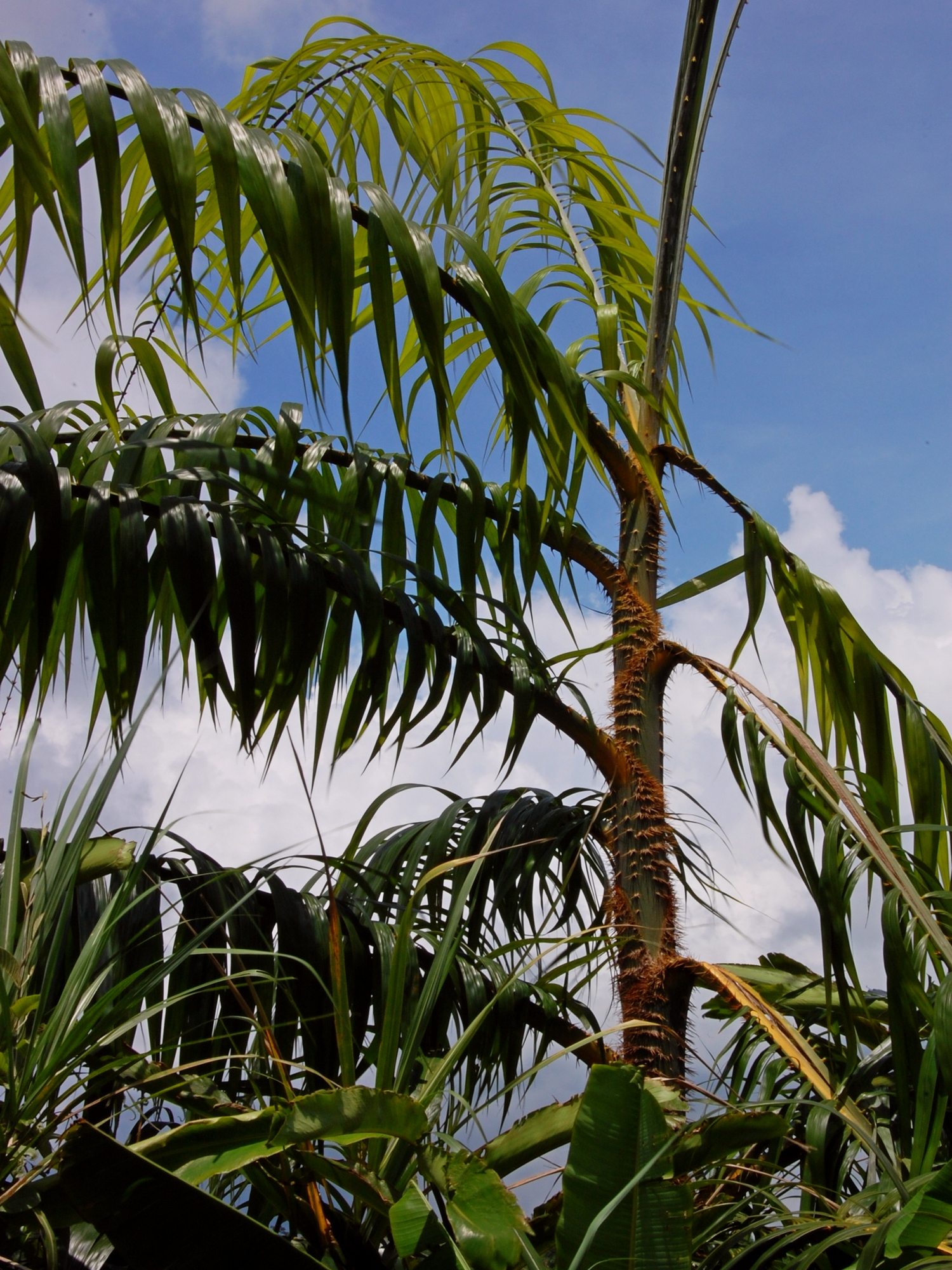
Růstový vrchol Plectocomia elongata

Plectocomia je rod šplhavých ratanových palem. Zahrnuje asi 16 druhů a je rozšířen výhradně v tropické Asii. Jsou to šplhavé, dvoudomé palmy s robustními a zpravidla ostnitými kmeny a zpeřenými ostnitými listy. Vykvétají pouze jednou a po dozrání plodů celý kmen odumírá. Jejich využití coby zdroje ratanu je omezeno měkkou dření a snadnou štípatelností stonku.

## Popis
Zástupci rodu Plectocomia jsou vysoko šplhající, ostnité, dvoudomé palmy. Kmen je zpravidla robustní (výjimečně tenký) a solitérní, u některých druhů vyrůstají po odumření od báze adventivní výhony a kmen je pak svazčitý. Tyto palmy mají v rámci šplhavých palem nejtlustší kmeny. Listy jsou zpeřené, řapíkaté nebo přisedlé, na konci s bičovitým výběžkem (cirrus), na rubu často bíle plstnaté, členěné na nepravidelně rozmístěné, jednoduše přeložené kopinaté segmenty. Na řapíku, středním žebru listu i výběžku jsou ostny. Listové pochvy jsou holé nebo častěji řídce až hustě ostnité, ostny jsou zpravidla uspořádány v šikmých řadách. Flagellum není vyvinuto.
Rostliny vykvétají po dosažení zralosti pouze jednou a po dozrání plodů celý kmen odumírá.
Květenství jsou jednopohlavná, vyvíjejí se v úžlabí koncových listů a jsou zpravidla větvená do 2. řádu. Květy jsou jednopohlavné. Kalich i koruna jsou trojčetné, na bázi trubkovité.
V samčích květech je obvykle 6 (výjimečně 12) tyčinek přirostlých u ústí korunní trubky. Samičí květy obsahují 6 staminodií a zaoblené gyneceum se 3 nekompletními komůrkami obsahujícími po 1 vajíčku . Povrch semeníku je jemně šupinatý. Blizny jsou 3, zpravidla dlouhé. Plody jsou většinou jednosemenné, se šupinatým povrchem. Mezokarp je tenký a vláknitý, endokarp není diferencován.

## Rozšíření
Rod zahrnuje asi 16 druhů. Je rozšířen v tropické Asii od východního Himálaje a jižní Číny přes Indočínu po Filipíny a Sundské ostrovy. Tyto palmy rostou na široké škále tropických stanovišť v nadmořských výškách až do 2500 metrů.

## Ekologické interakce
Květy jsou silně vonné. Navštěvují je zejména včely z čeledi Trigonidae a brouci z čeledí lesknáčkovití (Nitidulidae) a drabčíkovití (Staphylinidae).

## Taxonomie
Rod Plectocomia je v rámci taxonomie palem řazen společně s rody Myrialepis a Plectocomiopsis do podčeledi Calamoideae, tribu Calameae a subtribu Plectocomiinae. Sesterskou skupinu tvoří dle výsledků molekulárních analýz rod Metroxylon (ságovník), řazený do samostatného subtribu Metroxylinae.

## Význam
Kmeny Plectocomia mají na rozdíl od rotanu měkkou dřeň a nehodí se proto k výrobě nábytku. Používají se příležitostně jako materiál k pletení košů a dalších výrobků, jejich použití je však limitováno snadnou štípatelností. Usušená květenství se někdy používají jako dekorace.
Měkká dřeň kmene P. himalayana je jedlá podobně jako výhonky P. pierreana.